# 콘라트 콜셰크
콘라트 콜셰크(슬로베니아어: Konrad Kolšek, 1933년 10월 23일 ~ 2009년 4월 29일)는 슬로벤인 민족인 유고슬라비아 인민군의 군인으로 최고 계급은 중장이다. 10일 전쟁에 적극적으로 가담하였다.

## 생애
콜셰크는 1933년 유고슬라비아 왕국의 시베니크(현 크로아티아 영토)에서 유고슬라비아 왕립 해군의 수병으로 복무했던 아버지 밑에서 태어났다. 콜셰크는 현 슬로베니아의 레투시 마을에서 초등학교를 졸업하며 슬로베니아에서 어린 시절을 보냈다.
1949년 자그레브에 있는 포병사관학교에 입학하면서 군인의 길을 걷기 시작했다. 그 후 1974년 유고슬라비아 육군사관학교를 졸업하고 중앙군사고등학교에 이수해 1981년 대학원 석사학위를 취득했다. 유고슬라비아 인민군(JNA)에 입대한 콜셰크는 1986년에는 중장, 1989년 12월 22일에는 대장급 사령관까지 진급하였다. 1989년 9월에는 자그레브를 본부로 한 인민군 제9군구에 임명되었다. 제9군구의 작전반경에는 슬로베니아와 크로아티아 영토도 포함되었다.
1991년 6월 27일 슬로베니아가 독립 후 10일 전쟁이라는 군사 충돌이 발발하기 시작했다. 콜셰크는 민족은 슬로베니아계였으나 유고슬라비아 인민군에 충성하기로 맹세하였다. 이 결심이 알려지면서 슬로베니아 언론에서는 반역자이자 부역자로 비난했지만, 유고슬라비아 언론에서는 구국의 영웅으로 떠받들었다. 하지만 베오그라드의 세르비아계의 입장에도 찬동하지 않았기 때문에 양쪽에서 버림받았고, 1991년 6월 29일 유고슬라비아 연방 대통령령으로 군구사령관에서 해임되었다. 1991년 10월에는 완전 은퇴하였다.
은퇴 이후 슬로베니아의 자택에서 거주하다 2009년 4월 29일 암 진단을 받고 사망하였다.

## 참고 문헌
- 1991. prvi pucnji u SFRJ: sećanja na početak oružanih sukoba